# Bóng đá tại Đại hội Thể thao Đông Nam Á 1993
Môn bóng đá tại Đại hội Thể thao Đông Nam Á 1993 diễn ra từ ngày 7 đến ngày 19 tháng 6 năm 1993 tại Singapore. Chỉ có nội dung bóng đá nam được tranh tài tại đại hội lần này.
Thái Lan đã giành tấm huy chương vàng lần thứ sáu sau khi đánh bại Myanmar 4–3 trong trận chung kết. Chủ nhà Singapore giành huy chương đồng sau khi vượt qua Indonesia với tỷ số 3–1.

## Lịch thi đấu
Dưới đây là lịch thi đấu cho môn bóng đá.
| G | Vòng bảng | ½ | Bán kết | B | Tranh huy chương đồng | F | Chung kết |

| T2 7 | T3 8 | T4 9 | T5 10 | T6 11 | T7 12 | CN 13 | T2 14 | T3 15 | T4 16 | T5 17 | T6 18 | T7 19 | CN 20 |
| ---- | ---- | ---- | ----- | ----- | ----- | ----- | ----- | ----- | ----- | ----- | ----- | ----- | ----- |
| G    |      | G    |       | G     |       | G     |       | G     |       | ½     |       | B     | F     |

## Địa điểm
Hai địa điểm diễn ra các trận đấu là sân vận động Quốc gia tại Kallang và sân vận động Jurong ở Jurong.
| Kallang                                                               | Jurong              |
| --------------------------------------------------------------------- | ------------------- |
| Sân vận động Quốc gia                                                 | Sân vận động Jurong |
| Sức chứa: 50.000                                                      | Sức chứa: 8.000     |
|                                                                       |                     |
| JurongKallangBóng đá tại Đại hội Thể thao Đông Nam Á 1993 (Singapore) |                     |

## Các quốc gia tham dự
Chín đội tuyển trong tổng số 10 quốc gia thành viên của Đông Nam Á đã tham dự nội dung thi đấu này.
| - Brunei (BRU) - Indonesia (INA) - Lào (LAO) | - Malaysia (MAS) - Myanmar (MYA) - Philippines (MYA) | - Singapore (SGP) - Thái Lan (THA) - Việt Nam (VIE) |

## Bốc thăm
Lễ bốc thăm được tổ chức vào ngày 29 tháng 4 năm 1993 tại Singapore. Chín đội tuyển trong giải đấu nam được bốc thăm chia thành hai bảng, một bảng bốn đội và một bảng năm đội.

## Vòng bảng
Chín đội tuyển được chia thành hai bảng thi đấu vòng tròn một lượt. Mỗi bảng chọn hai đội đứng đầu vào bán kết.

### Bảng A
| VT | Đội           | ST | T | H | B | BT | BB | HS  | Đ | Giành quyền tham dự     |
| -- | ------------- | -- | - | - | - | -- | -- | --- | - | ----------------------- |
| 1  | Singapore (H) | 3  | 2 | 1 | 0 | 10 | 1  | +9  | 5 | Vòng đấu loại trực tiếp |
| 2  | Indonesia     | 3  | 2 | 1 | 0 | 5  | 2  | +3  | 5 | Vòng đấu loại trực tiếp |
| 3  | Việt Nam      | 3  | 1 | 0 | 2 | 1  | 3  | −2  | 2 |                         |
| 4  | Philippines   | 3  | 0 | 0 | 3 | 1  | 11 | −10 | 0 |                         |

| Singapore                                                                           | 7–0      | Philippines |
| ----------------------------------------------------------------------------------- | -------- | ----------- |
| S. Tan 21' (ph.đ.) · Fandi 33', 48', 76' · Malek 41' · Rafi 52' · Sundramoorthy 63' | Chi tiết |             |

| Indonesia  | 1–0      | Việt Nam |
| ---------- | -------- | -------- |
| Taufik 51' | Chi tiết |          |

| Singapore         | 1–1      | Indonesia |
| ----------------- | -------- | --------- |
| Sundramoorthy 30' | Chi tiết | Herry 2'  |

| Việt Nam            | 1–0      | Philippines |
| ------------------- | -------- | ----------- |
| Nguyễn Văn Long 61' | Chi tiết |             |

| Singapore                     | 2–0      | Việt Nam |
| ----------------------------- | -------- | -------- |
| Malek 18' · Sundramoorthy 57' | Chi tiết |          |

| Indonesia                             | 3–1      | Philippines |
| ------------------------------------- | -------- | ----------- |
| Sudirman 3' · Darwis 29' · Yacobi 86' | Chi tiết | Saluria 11' |

### Bảng B
| VT | Đội      | ST | T | H | B | BT | BB | HS  | Đ | Giành quyền tham dự     |
| -- | -------- | -- | - | - | - | -- | -- | --- | - | ----------------------- |
| 1  | Thái Lan | 4  | 4 | 0 | 0 | 13 | 3  | +10 | 8 | Vòng đấu loại trực tiếp |
| 2  | Myanmar  | 4  | 3 | 0 | 1 | 15 | 4  | +11 | 6 | Vòng đấu loại trực tiếp |
| 3  | Malaysia | 4  | 2 | 0 | 2 | 13 | 5  | +8  | 4 |                         |
| 4  | Lào      | 4  | 1 | 0 | 3 | 3  | 20 | −17 | 2 |                         |
| 5  | Brunei   | 4  | 0 | 0 | 4 | 3  | 15 | −12 | 0 |                         |

| Thái Lan                    | 2–0      | Myanmar |
| --------------------------- | -------- | ------- |
| Piyapong 49' · Kiatisuk 74' | Chi tiết |         |

| Lào                           | 3–2      | Brunei               |
| ----------------------------- | -------- | -------------------- |
| Bounlap 3', 71' · Savatdy 75' | Chi tiết | Said 85' · Zaini 87' |

| Malaysia                                      | 3–1 | Brunei   |
| --------------------------------------------- | --- | -------- |
| Zainal Abidin 54' · Dollah 87' · Gunanlan 89' |     | Said 66' |

| Myanmar                                                                  | 7–1      | Lào         |
| ------------------------------------------------------------------------ | -------- | ----------- |
| Ye Htut 34' · Than Toe Aung 36', 55', 64' · Myo Hlaing Win 48', 56', 75' | Chi tiết | Bounlap 88' |

| Malaysia                                                                     | 9–0      | Lào |
| ---------------------------------------------------------------------------- | -------- | --- |
| Dollah 3', 7', 9', 53', 84' · Zainal Abidin 16' · Ahmad 60', 77' · Mubin 80' | Chi tiết |     |

| Thái Lan                                             | 5–2      | Brunei                 |
| ---------------------------------------------------- | -------- | ---------------------- |
| Pongtorn 20', 88' · Attaphol 13', 65' · Piyapong 50' | Chi tiết | Momin 8' · Rosanan 41' |

| Myanmar                               | 2–1      | Malaysia  |
| ------------------------------------- | -------- | --------- |
| Myo Hlaing Win 1' · Than Toe Aung 44' | Chi tiết | Azizol 4' |

| Thái Lan                                      | 4–1      | Lào         |
| --------------------------------------------- | -------- | ----------- |
| Piyapong 35', 71' · Kiatisuk 51' · Vitoon 83' | Chi tiết | Savatdy 70' |

| Myanmar                                                                        | 6–0      | Brunei |
| ------------------------------------------------------------------------------ | -------- | ------ |
| Kyi Lwin 25' · Win Aung 31', 48' · Myo Hlaing Win 59', 89' · Than Toe Aung 64' | Chi tiết |        |

| Thái Lan                          | 2–0      | Malaysia |
| --------------------------------- | -------- | -------- |
| Vitoon 16' (ph.đ.) · Pongtorn 68' | Chi tiết |          |

## Vòng đấu loại trực tiếp
Trong vòng đấu loại trực tiếp, hiệp phụ và loạt sút luân lưu sẽ được sử dụng để quyết định đội thắng nếu hòa sau 90 phút chính thức.

### Sơ đồ
|  | Bán kết              | Bán kết |                            |   | Trận tranh huy chương vàng | Trận tranh huy chương vàng |
|  |                      |         |                            |   |                            |                            |
|  | 16 tháng 6 – Kallang |         |                            |   |                            |                            |
|  |                      |         |                            |   |                            |                            |
|  | Singapore            | 3 (4)   |                            |   |                            |                            |
|  | Singapore            | 3 (4)   | 19 tháng 6 – Kallang       |   |                            |                            |
|  | Myanmar (p)          | 3 (5)   |                            |   |                            |                            |
|  | Myanmar (p)          | 3 (5)   | Thái Lan                   | 4 |                            |                            |
|  | 16 tháng 6 – Kallang |         | Thái Lan                   | 4 |                            |                            |
|  |                      | Myanmar | 3                          |   |                            |                            |
|  | Thái Lan             | Myanmar | 3                          | 1 |                            |                            |
|  | Thái Lan             |         |                            | 1 |                            |                            |
|  | Indonesia            | 0       |                            |   |                            |                            |
|  | Indonesia            | 0       | Trận tranh huy chương đồng |   |                            |                            |
|  |                      |         |                            |   |                            |                            |
|  | 19 tháng 6 – Kallang |         |                            |   |                            |                            |
|  |                      |         |                            |   |                            |                            |
|  | Singapore            | 3       |                            |   |                            |                            |
|  | Singapore            | 3       |                            |   |                            |                            |
|  | Indonesia            | 1       |                            |   |                            |                            |

### Các trận đấu

#### Bán kết
| Singapore                                  | 3–3 (s.h.p.) | Myanmar                                                            |
| ------------------------------------------ | ------------ | ------------------------------------------------------------------ |
| S. Tan 5', 53' · Fandi 23'                 | Chi tiết     | Lim T.H. 7' (l.n.), 50' (l.n.) · Win Aung 90+5'                    |
| Loạt sút luân lưu                          |              |                                                                    |
| S.Tan · Rafi Ali · Faruk · Nasir · R. Saad | 4–5          | Tin Myint Aung · Ye Htut · Tin Htwe · Than Toe Aung · Saw Ba Myint |

| Thái Lan   | 1–0      | Indonesia |
| ---------- | -------- | --------- |
| Vitoon 47' | Chi tiết |           |

#### Tranh huy chương đồng
| Singapore                                  | 3–1      | Indonesia      |
| ------------------------------------------ | -------- | -------------- |
| S. Tan 51' · Fandi 58' · Sundramoorthy 89' | Chi tiết | Nurdiansyah 5' |

#### Tranh huy chương vàng
| Thái Lan                                    | 4–3      | Myanmar                               |
| ------------------------------------------- | -------- | ------------------------------------- |
| Vitoon 6', 50' · Piyapong 9' · Kiatisuk 87' | Chi tiết | Myo Hlaing Win 4', 59' · Kyi Lwin 49' |

### Huy chương vàng
| Bóng đá nam Đại hội Thể thao Đông Nam Á 1993 |
| -------------------------------------------- |
| · Thái Lan · Lần thứ 6                       |

## Thống kê

### Cầu thủ ghi bàn
Đã có 86 bàn thắng ghi được trong 20 trận đấu, trung bình 4.3 bàn thắng mỗi trận đấu.

### Bảng xếp hạng
| VT | Đội           | ST | T | H | B | BT | BB | HS  | Đ  | Kết quả chung cuộc        |
| -- | ------------- | -- | - | - | - | -- | -- | --- | -- | ------------------------- |
| 1  | Thái Lan      | 6  | 6 | 0 | 0 | 18 | 6  | +12 | 12 | Vô địch - Huy chương vàng |
| 2  | Myanmar       | 6  | 3 | 1 | 2 | 21 | 11 | +10 | 7  | Á quân - Huy chương bạc   |
| 3  | Singapore (H) | 5  | 3 | 2 | 0 | 16 | 5  | +11 | 8  | Hạng ba - Huy chương đồng |
| 4  | Indonesia     | 5  | 2 | 1 | 2 | 6  | 6  | 0   | 5  | Hạng tư                   |
|    |               |    |   |   |   |    |    |     |    |                           |
| 5  | Malaysia      | 4  | 2 | 0 | 2 | 13 | 5  | +8  | 4  | Bị loại từ vòng bảng      |
| 6  | Việt Nam      | 3  | 1 | 0 | 2 | 1  | 3  | −2  | 2  | Bị loại từ vòng bảng      |
| 7  | Lào           | 4  | 1 | 0 | 3 | 3  | 20 | −17 | 2  | Bị loại từ vòng bảng      |
| 8  | Philippines   | 3  | 0 | 0 | 3 | 1  | 11 | −10 | 0  | Bị loại từ vòng bảng      |
| 9  | Brunei        | 4  | 0 | 0 | 4 | 3  | 15 | −12 | 0  | Bị loại từ vòng bảng      |

## Danh sách huy chương
| Vàng | Bạc | Đồng |
| --- | --- | --- |
| Thái Lan | Myanmar | Singapore |
| Wacharapong Somchit Apichad Thaveechalermdit Sumet Akarapong Phathanapong Sripramote Pairote Pongjan Sirisak Kadalee Natee Tongsakkao Attapol Puspakom Piyapong Pue-On Pongtorn Thiubthong Songserm Maperm Surachai Jaturapattapong Kiatisuk Senamuang Vitoon Kijmongkolsak Surasak Tungsurat Tawan Sripan Iungphet Charoenvong Saravouth Cambua Sompong Watana Chalor Hongkajohn Songwuti Khanthatat Thaweerat Sittipultong | Zaw Win Naing Tun Myint Lwin Ngwe Tun Tin Maung Tun Kyi Lwin Myo Hlaing Win Win Aung Than Toe Aung Soe Moe Kyaw Saw Ba Myint Min Zaw Oo Kyaw Min Myint Ko Tin Htwe Tin Myo Aung Sai Maung Maung Oo | V. Sundramoorthy Tamil Marren K. Ahmad Ibrahim Yahya Madon Stephen Ng Heng Seng Razali Rashid Abdul Malek Mohammad Borhan Abu Samah Fandi Ahmad Lee Man Hon Lim Tong Hai Malek Awab E. Manimohan Nazri Nasir Rafi Ali Nodin Abdul Khalil Amin Nasir Bashir Khan Saswadimata Dasuki Steven Tan Kadir Yahaya Faruk Alkaff |